# Silhouetten (Marin Kasimir)
Silhouetten is een artistiek kunstwerk in Amsterdam-Noord.
In de jaren negentig van de 20e eeuw vond een kleine stadsuitbreiding plaats. Ten noorden van de wijk Molenwijk was een klein gebied nog niet gebouwd tussen die wijk en de Ringweg-Noord. Om die ruimte op te vullen werd een woonwijkje gebouwd onder de buurtnaam Walvisbuurt. Om dit te vieren werd aan kunstenaar Marin Kasimir gevraagd een beeld te ontwerpen voor midden in die nieuwe buurt. Kasimir maakte destijds voornamelijk architecturale verzinsels met een verband tussen functie en vorm. Met de opstelling, die hij zelf wel Molenaarsplein noemde, verwees hij naar de gelijkenis van beeldengroep en Molenwijk: van bovenaf zijn molenwieken te zien. De groep bleek te groot voor “in de wijk” en werd vervolgens op een pleintje gezet tussen Walvisbuurt en de bushalte Molenaarsweg. Het werd vanaf dan gezien als een toegang tussen de bushalte en buurt. Hij ontwierp een beeldengroep bestaande uit vier onderdelen: een venster, een poort, torens en een bankje. De beeldengroep exclusief bankje staat opgesteld gelijk een draaideur. Een aantal randen (ook weer exclusief bankje) is als men er recht op toe kijkt voorzien van ribbels (architraven); kijkt men dwars op het stuk, dan kijkt men naar silhouetten van personen. Het schijnt dat een van de silhouetten bij het voorbijlopen overgaat van vrouw naar man. Als men langs het object loopt krijgt men dus steeds een andere vorm te zien. Zo is het venster een silhouet van een vrouw zichtbaar; een van de pilaren laat een kindergezicht zien. De objecten zijn van beton gemaakt en monochroom roodbruin geschilderd. De oorspronkelijke kleur was marmerroze, maar dat trok te veel graffiti aan; de objecten werden rond 2010 tegen de zin van de kunstenaar voorzien van de nieuwe kleur (“dit is mijn werk niet meer”).
Het kunstwerk is het vervolg op eenzelfde toegangspoort in Issoudun aan het "Place des droits de l’homme" (La place de miroirs)

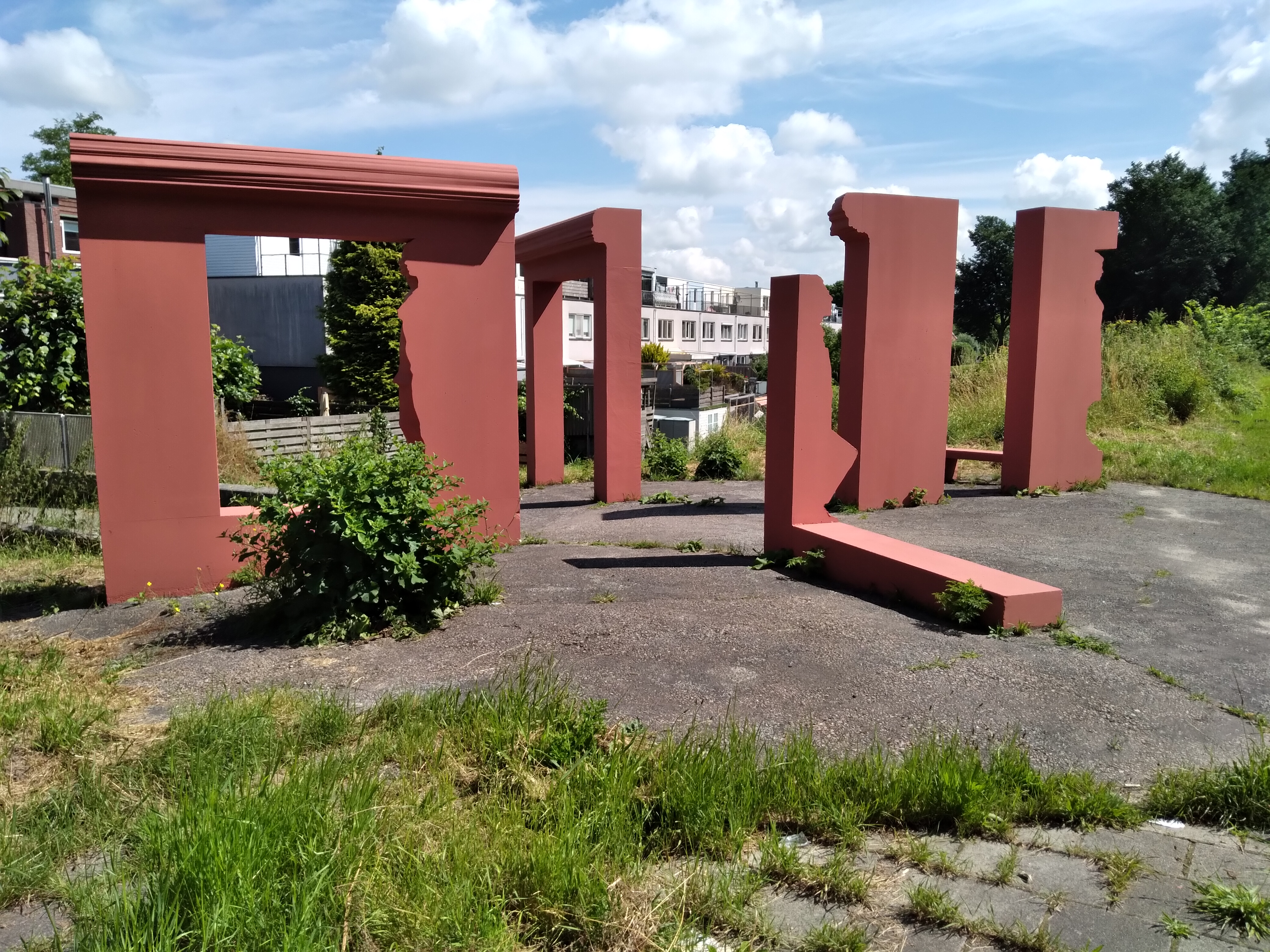
Ensemble (juli 2021)

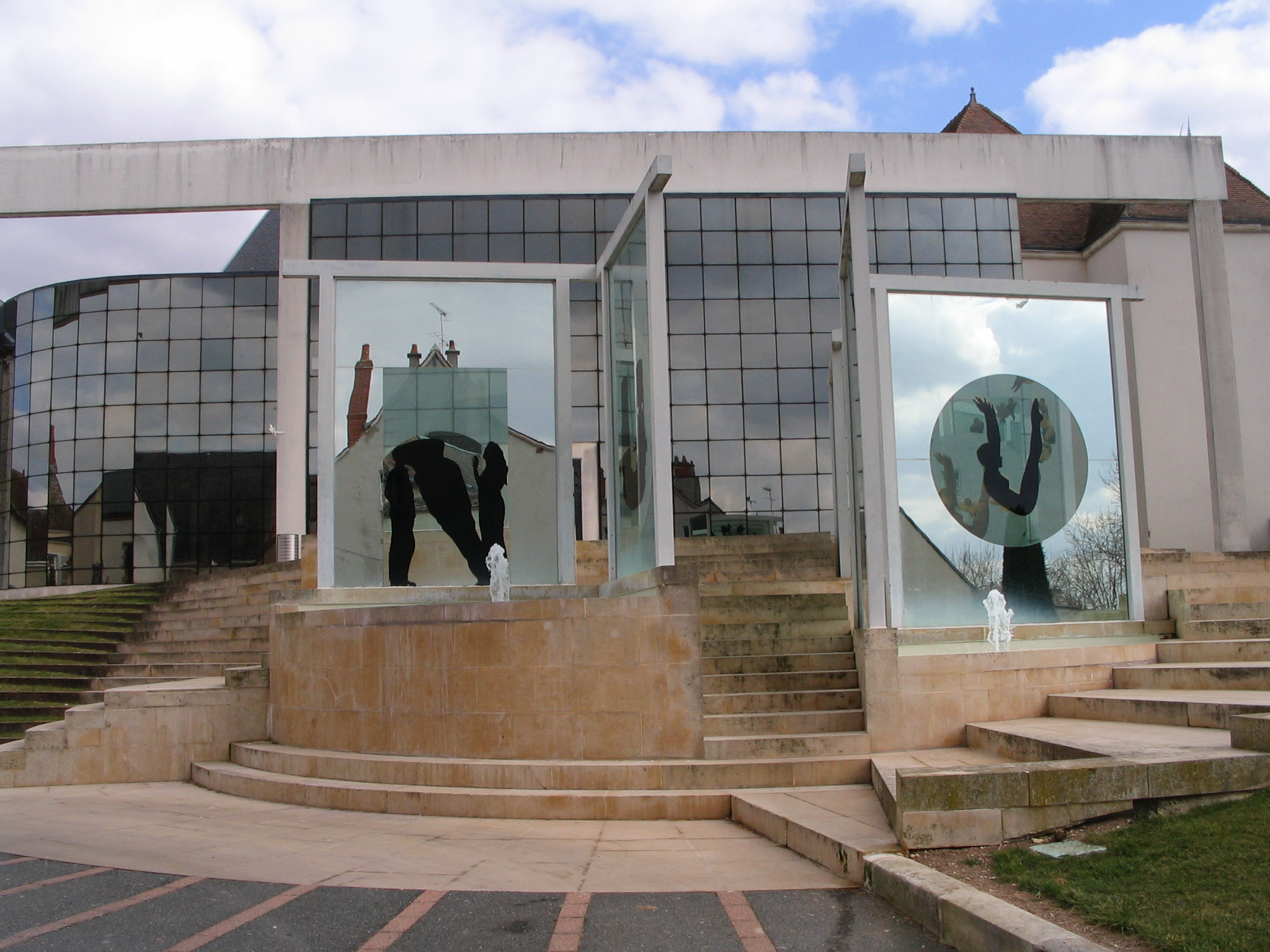
Issoudun (2009)